# قتل احمد آربری
در ۲۳ فوریه سال ۲۰۲۰، احمد مارکز آربری، جوان ۲۵ ساله سیاه‌پوستی غیر مسلح هنگام پیاده‌روی در نزدیکی برونزویک در شهرستان گلین، جورجیا تحت تعقیب قرار گرفت و به ضرب گلوله کشته شد. آربری توسط سه نفر از ساکنان سفیدپوست - تراویس مک مایکل و پدرش گریگوری که مسلح بودند و با یک وانت در حال رانندگی بودند، و ویلیام «ردی» برایان، که با وسیله نقلیه دوم به دنبال آربری بود، تحت تعقیب قرار گرفتن و مورد اصابت گلوله قرار گرفت. قتل آربری و تأخیر در تحقیقات و دستگیری مظنونان بحث در مورد نابرابری نژادی در ایالات متحده را دوباره دامن زد. این پرونده در سطح بین‌المللی به‌طور گسترده گزارش شده‌است.
اداره پلیس شهرستان گلین (GCPD) گفت که دفتر دادستان منطقه برانزویک در ۲۳ فوریه به آنها توصیه کرده‌است که هیچگونه دستگیری انجام ندهند. دادستانی منطقه برانزویک انکار کرد که چنین مشاوره ای توسط دادستان منطقه برانزویک یا دستیار وکلای دادگستری وی به GCPD داده شده‌است. در ۲۴ فوریه، جورج بارنهیل، وکیل دادگستری مدار قضایی Waycross، که هنوز به این پرونده منصوب نشده بود، به GCPD توصیه کرد که نباید دستگیری شود. بارنهیل رسماً پرونده را در ۲۷ فوریه تحویل گرفت. در تاریخ ۲ آوریل، بارنهیل مجدداً به GCPD توصیه کرد که هیچگونه دستگیری انجام ندهد، در حالی که قصد خود را برای محروم کردن از این پرونده به دلیل ارتباط بین پسرش و گریگوری مک مایکل اعلام کرد. بارنهیل در ۷ آوریل تقاضای انصراف کرد. سرانجام پرونده به دادستانی منطقه کاب منتقل شد، دادستانی چهارم که رسیدگی می‌کند. به دستور گریگوری مک مایکل، یک وکیل محلی نسخه ای از فیلم تیراندازی را به ایستگاه رادیویی محلی WGIG ارائه داد که وی آن را در تاریخ ۵ مه در وب سایت خود قرار داد. این ویدئو به شدت وایرال شد، همچنین در یوتیوب و توییتر منتشر شده‌است. در عرض چند ساعت، وکیل دادگستری تام دوردن گفت که هیئت منصفه اعظم تصمیم خواهد گرفت که آیا اتهام وارد خواهد شد یا خیر، و پیشنهاد فرماندار برایان کمپ را پذیرفت تا اداره تحقیقات جورجیا (GBI) پرونده را بررسی کند.
GBI مک میشلز را در ۷ مه و برایان را در ۲۱ مه دستگیر کرد و آنها را به جرم جنایت و جنایات دیگر متهم کرد. در تاریخ ۴ ژوئن، شواهد دیگری توسط دادستان برای حمایت از اتهامات قتل ارائه شد، از جمله بیانیه ویلیام برایان به GBI مبنی بر اینکه تراویس مک مایکل در حالی که آربری در حال مرگ است گفت: «سیاه‌پوست لعنتی». متعاقباً یک هیئت منصفه عالی به هر یک از این سه نفر به اتهام قتل شر، قتل بد (۴ فقره)، تجاوز جنسی (۲ فقره)، حبس کاذب و اقدام جنایی برای ارتکاب حبس دروغ متهم شد.
این واقعیت که McMichaels تا ۷۴ روز پس از قتل دستگیر نشد، پس از انتشار ویدیو، باعث بحث در مورد پروفایل نژادی در ایالات متحده شد. بسیاری از رهبران مذهبی، سیاستمداران، ورزشکاران و مشاهیر دیگر این حادثه را محکوم کردند. دادستانی GCPD و دادستانی منطقه برانزویک به دلیل رسیدگی به پرونده و تأخیر در بازداشت‌ها مورد انتقاد ملی قرار گرفتند. دادستان کل جورجیا کریستوفر ام. کار رسماً خواستار مداخله اداره تحقیقات فدرال در پرونده در تاریخ ۱۰ مه شد، که روز بعد پذیرفته شد.

## افراد درگیر
- احمد مارکز آربری، ۲۵ ساله، در سال ۲۰۱۲ از دبیرستان برونزویک فارغ‌التحصیل شد. او در پاییز ۲۰۱۲ و بهار ۲۰۱۳ در کالج فنی South Georgia تحصیل کرد تا برای حرفه ای برق کار آموزش ببیند. خانواده و دوستان گفتند که او برای ورزش در همسایگی و اطراف آن دویدن را مرتب انجام می‌داد.
- گریگوری مک مایکل،[۱۶] ۶۴ ساله، قبلاً از سال ۱۹۸۲ تا ۱۹۸۹ به عنوان افسر GCPD و از سال ۱۹۹۵ تا زمان بازنشستگی در مه ۲۰۱۹ به عنوان بازرس دادستان دادگستری برونزویک کار می‌کرد. مک مایکل قبلاً در مورد سرقت مغازه از آربری تحقیق کرده بود و در تعقیب قضایی وی نیز همکاری داشت.

## سرانجام

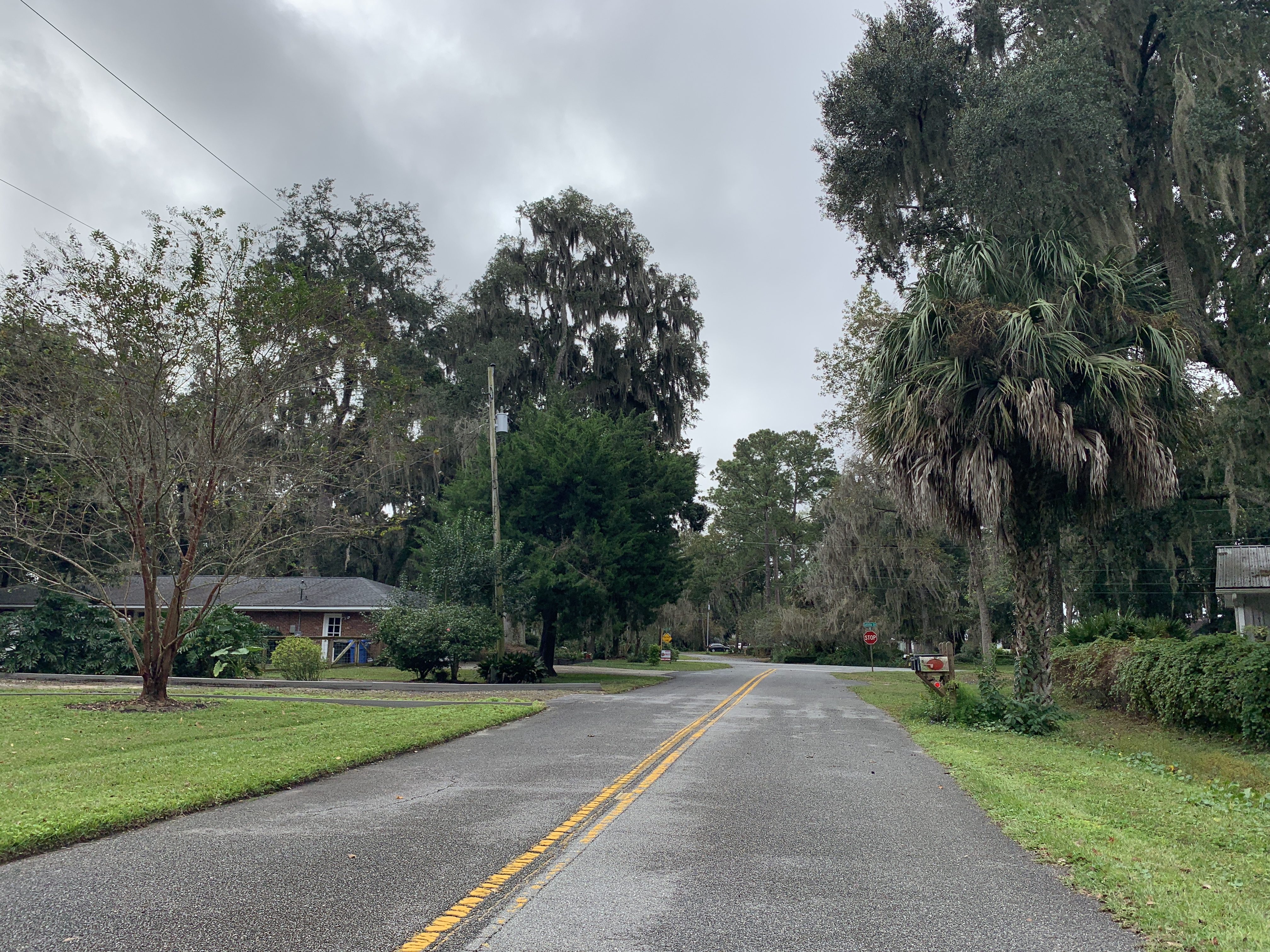
محل تیراندازی به احمد آربری

### بررسی ایالتی و فدرال پرونده
در تاریخ ۱۰ ماه مه، دادستان کل جورجیا کریس کار گفت که دفتر وی نحوه رسیدگی به پرونده مرگ آربری را از همان ابتدا بررسی خواهد کرد. بنا به درخواست کار، GBI در حال تحقیق در مورد اینکه آیا دادستان دادگستری جانسون یا دادستان منطقه بارنهیل با "احتمالاً ارائه نادرست یا عدم افشای اطلاعات در جریان تعیین انتصاب دادستان درگیری برای تحقیق در مورد مرگ آربری، مرتکب سو رفتار شده‌اند.